# Viola calcarata
Viola calcarata (лат.) — вид двудольных растений рода Фиалка (Viola) семейства Фиалковые (Violaceae). Впервые описан Карлом Линнеем. Распространён в Европе.

## Ботаническое описание

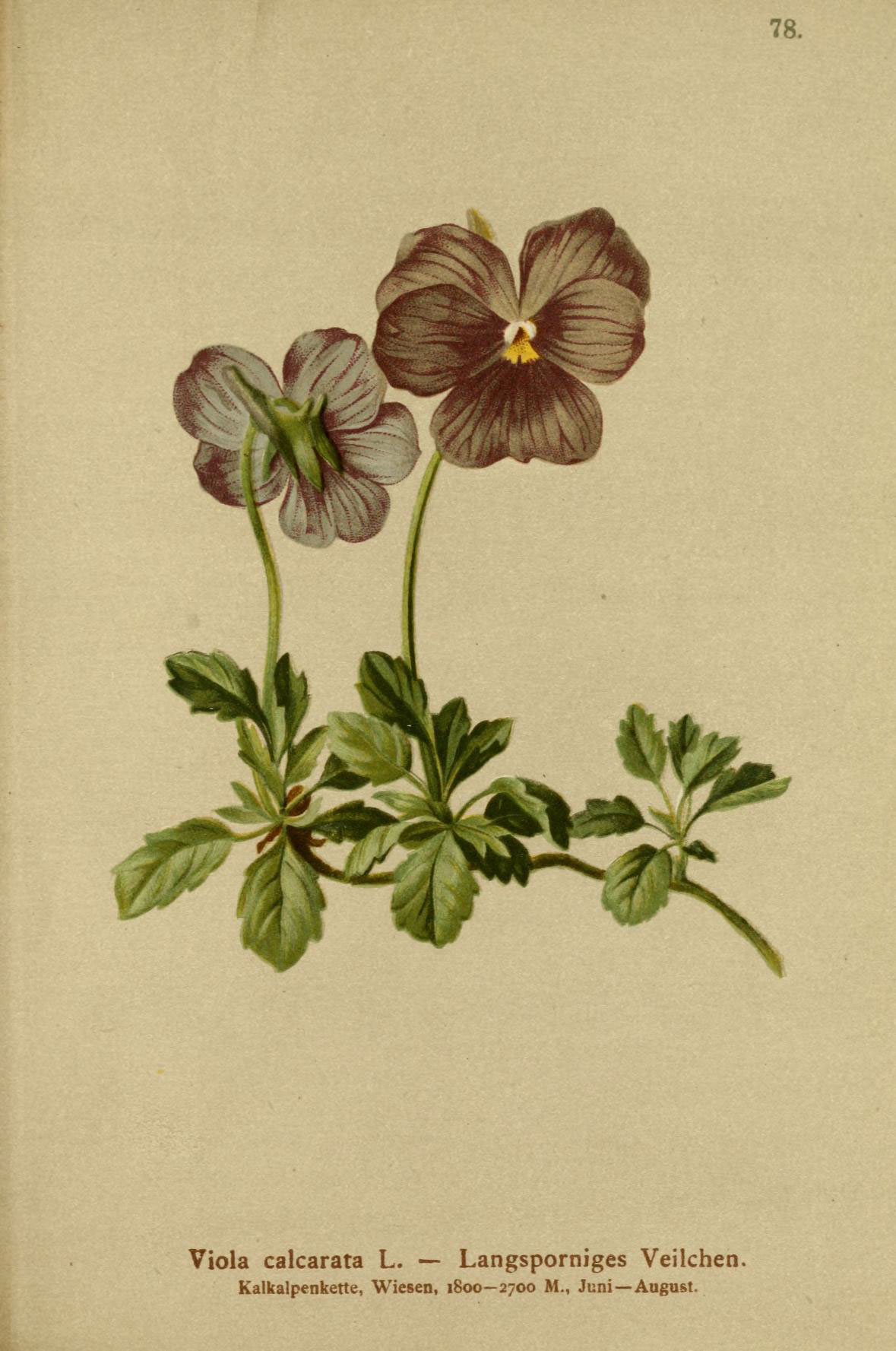
Иллюстрация из Atlas der Alpenflora

Многолетнее травянистое растение с одним цветком, высотой от 5 до 8 (-10) сантиметров. Стеблевые листья длиной 1-4 см расположены в розетке, листовые пластинки широкояйцевидные, часто почти круглые, с зубчатыми краями. Стебли длиной 2 см, продолговатые, тупые или острые, цельные или зубчатые.
Гермафродитные цветки, размером 25-35 мм, зигоморфные, пятизубчатые с двойным околоцветником. Пять лепестков разного размера, самый нижний из них вытянут на конце в полый шпорец. Шпора прямая, длиной до 15 мм. Цвет лепестков в основном тёмно-пурпурный, редко бледно-жёлтый, жёлтый у подвида zoysii. Плод представляет собой коробочку с множеством семян. Период цветения — с мая по июль.
Число хромосом 2n = 40.

## Распространение и среда обитания
Вид распространён в основном в Западных Альпах, 60 % мировой популяции находится в Швейцарии, на которую, таким образом, возлагается очень большая ответственность за сохранение этого вида. Западная граница распространения — Колле-ди-Тенда. В Баварии реликтовое местообитание встречается в Альпах Алльгау[6], в Австрии в Тироле в районе Лехтальских Альп, в Форарльберге в районе Монтафона, где вид произрастает на свежих альпийских лугах и твердых известковых скалистых лугах над линией деревьев.
Подвид zoysii встречается в Боснии и Герцеговине, в Черногории и в Косово.
В Баварии растёт в Алльгойских Альпах на вершине Хохраппенкопф на высоте до 2400 метров, а в тирольской части Алльгойских Альп на вершине Балштешпитце возле Эльбигенальпа — на высоте до 2490 метров.
В отличие от большинства видов фиалок, произрастающих в низинах, которые опыляются пчёлами, Viola calcarata опыляется бабочками.

## Систематика
Выделяют три подвида:
- Viola calcarata subsp. calcarata: встречается во Франции, Италии, Швейцарии и Германии. Цветы в основном сине-фиолетовые.
- Viola calcarata subsp. villarsiana (Schult.) Merxm.: Встречается только в Австрии и бывшей Югославии. Цветки жёлтые, синие или белые.
- Viola calcarata subsp. zoysii (Wulfen) Merxm.: Встречается только в Австрии, бывшей Югославии и Албании. Цветки в основном жёлтые.